# Vandavasi
Vandavasi (o Wandiwash) è una suddivisione dell'India, classificata come municipality, di 29.612 abitanti, situata nel distretto di Tiruvannamalai, nello stato federato del Tamil Nadu. In base al numero di abitanti la città rientra nella classe III (da 20.000 a 49.999 persone).

## Geografia fisica
La città è situata a 12° 30' 0 N e 79° 37' 0 E e ha un'altitudine di 73 m s.l.m..

## Società

### Evoluzione demografica
Al censimento del 2001 la popolazione di Vandavasi assommava a 29.612 persone, delle quali 14.474 maschi e 15.138 femmine. I bambini di età inferiore o uguale ai sei anni assommavano a 3.298, dei quali 1.687 maschi e 1.611 femmine. Infine, coloro che erano in grado di saper almeno leggere e scrivere erano 22.075, dei quali 11.730 maschi e 10.345 femmine.